# Dipartimento di Mandoul Occidentale
Il dipartimento di Mandoul Occidentale è un dipartimento del Ciad facente parte della provincia di Mandoul. Il capoluogo è Bédjondo.

## Comuni
Il dipartimento comprende i seguenti comuni:
- Bédjondo
- Bébopen
- Békamba